# Ryan McGinley
Ryan McGinley (* 17. Oktober 1977 in Ramsey, New Jersey) ist ein amerikanischer Fotograf.

## Leben
McGinley ist das jüngste von acht Geschwistern. Als er 17 Jahre alt war, starb sein Bruder Michael an den Folgen von AIDS. Dieses Ereignis wurde prägend für seine Fotografie: "Mein Werk ist auch eine Reaktion auf seinen Tod, ein Versuch, das Leben zu feiern." Seit den 1990ern lebte er in Manhattan und studierte Grafikdesign an der Parsons School of Design. In dieser Zeit begann er, Polaroids von seinen Freunden und Bekannten aus der Skateboarder-, Sprayer- und Schwulenszene aufzunehmen. Auch ein, vom New York Magazine als Bowery School bezeichneter, künstlerischer Freundeskreis entstand, zu dem neben McGinley auch Dash Snow und Dan Colen gehörten.
Nach seinem Studienabschluss 2000 organisierte McGinley seine erste Soloausstellung The Kids are Alright in der Galerie 420 West Broadway. Es folgten Soloausstellungen in Galerien in Berlin und Mailand. Nachdem sein 2002 handgefertigtes Fotobuch zu The Kids are Alright in der Kunstwelt Aufsehen erregt hatte, folgte 2003 eine von Sylvia Wolf kuratierte Ausstellung im Whitney Museum of American Art. Sylvia Wolf sah in The Kids are Alright „ein ehrliches wie lebensbejahendes Porträt der aktuellen jugendlichen Subkultur.“ Mit seinen 25 Jahren war McGinley seinerzeit der jüngste Künstler, dem das Whitney eine Soloausstellung widmete. Im selben Jahr wurde er vom American Photo Magazine zum Photographer of the Year gewählt.
Aus den bisherigen Schnappschüssen seiner Freunde wurden nach 2003 zunehmend sorgsam arrangierte Inszenierungen. In den Sommern 2005 und 2006 unternahm er mit Freunden Reisen durch die USA und fotografierte sie, häufig nackt, auf Campingplätzen, in Motels und in der Natur. Aus den Ergebnissen entstand die Ausstellung Sun and Health im Winter 2006 in der Pariser agnes b. galerie du jour. Auf ähnliche Weise entstand im Sommer 2007 sein Projekt I Know Where the Summer Goes, das von den Amateurfotos in Nudistenmagazinen der 1960er Jahre inspiriert war. Aus diesen Fotos junger Menschen entstand eine Soloausstellung in der New Yorker Team Gallery im April 2008. Das Bild Highway aus dieser Serie wurde im selben Jahr von Sigur Rós als Cover für ihr Album Með suð í eyrum við spilum endalaust verwendet. 2006 wurden Fotos aus McGinleys Sommerprojekten als public art in der Kunsthalle Wien gezeigt.
Parallel hatte er für sein Projekt Irregular Regulars von 2004 bis 2007 Besucher bei Dutzenden von Morrissey-Konzerten fotografiert und die Ergebnisse 2007 in der Team Gallery ausgestellt.
McGinleys Arbeiten wurden unter anderem vom Solomon R. Guggenheim Museum, vom San Francisco Museum of Modern Art und vom Museum of Fine Arts, Houston angekauft. McGinley lebt in New York. Sein Lebensgefährte Marc ist klassischer Musiker.
Ryan McGinley wird in Deutschland von der Frankfurter Galerie Bischoff Projects vertreten.

## Kurzfilme
- 2010 Friends Forever
- 2010 Entrance Romance
- 2010 Pringle of Scotland - Spring Summer 2010, mit Tilda Swinton (7:59 min.)
- 2012 Beautiful Rebels
- 2012 Varúð, für Sigur Rós
- 2012 The Virgins: Prima Materia
- 2013 Mind of its own, für Mercedes-Benz
- 2015 #the2ofus - ck2, für Calvin Klein (1:00 min.)

## Preise und Auszeichnungen
- 2011 Gold Medal: Society of Publication Designers, Ryan McGinley for The New York Times Magazine. 30. Mai 2010, "M.I.A. Takes to the Streets"
- 2007 ICP Infinity Award: Young Photographer, International Center of Photography
- 2003 Photographer of the Year, American Photo Magazine

## Monographien
- Whistle for the Wind. Mit Beiträgen von Chris Kraus, John Kelsey und Gus Van Sant. Rizzoli, New York 2012, ISBN 978-0-8478-3831-8.
  - deutsche Ausgabe: Schirmer Mosel, München 2012, ISBN 978-3-8296-0605-9.
- Way Far. Mit einem Essay von David Rimanelli. Rizzoli, New York 2015, ISBN 978-0-8478-4691-7.